# 西羅雷東多
西羅雷東多是古巴的城市，属謝戈德阿維拉省，面積588平方公里，海拔高度45米，2004年人口29,560，人口密度為每平方公里50.3人。